# 루이지 디 마이오
루이지 디 마이오 (Luigi Di Maio, 이탈리아어 발음: [luˌidʒi di ˈmaːjo]; 1986년 7월 6일~)는 이탈리아 정치인으로 이탈리아 대의원의 부의장을 역임했다. 그는 베페 그릴로가 설립한 포퓰리즘, 반 기득권 정당인 오성운동의 대표이다. 2018년 6월 1일 주세페 콘테 내각의 부총리 겸 노동산업부 장관으로 임명되었다.

## 어린 시절
디 마이오는 1986년 나폴리 인근의 포밀리아노다르코에서 삼형제의 장남으로 태어났다. 아버지 안토니오는 작은 부동산 회사를 운영했고 이탈리아 사회운동(MSI)의 지역구 의원을 지내고 있었다. 어머니는 이탈리아어와 라틴어 교사였다.
디 마이오는 고전강습회에 참여하고 나폴리 페데리코 2세 대학에서 공학을 전공하였으나 곧 법학으로 전공을 바꾼다. 그는 졸업하지 못했고 두가지 전공 모두에서 총학생회 활동을 해왔다.
2007년 견습기자로 활동했고 곧이어 웹마스터로 잠깐 일한다거나, 스타디오 산 파올로에서 청소 노동을 하거나 하며 지냈다.

## 정치 경력
2007년 디 마이오는 '베페 그릴로의 친구들'이라는 정치그룹에 있었는데 이것은 이후 오성운동(M5S)으로 확대개편된다.
2013년 디 마이오는 이탈리아 의회 하원의원으로 선출되었으며 3월엔 최연소 부의장이 되었다.
2017년 7월 12일 디 마이오는 마리카 카시마티스(Marika Cassimatis)의 고소를 받고 조사받았으며, 7월 28일에는 기자인 엘레나 폴리도리(Elena Polidori)의 고소도 받았다. 그는 일단 의원 면책특권을 이용해 문제를 피해나갔다.
2017년 베페 그릴로는 2018년 선거전을 시작하겠지만 자신을 향한 비난 때문에 총리 후보로 나서지는 않겠다고 했다. 그러자 디 마이오는 곧바로 이탈리아의 유력 총리 후보가 되었다. 디 마이오는 오성운동 대표 중 가장 실용적이고 제도권에 근접해있다는 평가와 함께 또 비교적 포퓰리즘을 덜 추구하는 편이라는 평가도 받았다. 또 그는 네오 파시즘 정당인 이탈리아 사회운동의 당원의 아들이며 또 중도주의자라는 얘기를 들었다. 또 알레산드로 디 바티스타(Alessandro Di Battista)나 로베르토 피코(Roberto Fico)와 같은 이들이 디 마이오의 경쟁자들로 꼽혔다.
총리 후보 상태에서 디 마이오의 상대는 엘레나 파토리(9대 상원의 부의장)와 6개의 다른 도시 의원들이었다. 그들 다수는 그리 알려지지 않은 인물들로 민주당, 북부동맹, 포르차 이탈리아의 공격을 받고 있었으며 모두가 디 마이오를 가장 강력한 경쟁자라 생각하고 있었다. 2017년 9월 디 마이오는 82%의 지지를 얻어 오성운동의 공식 총리후보로 선출되었다.
2018년 3월 선거에서 오성운동이 다수당이 되었고, 디 마이오는 강력한 총리 후보였다. 그러나 북부동맹과의 연정 협상 과정에서 비정치인 출신 주세페 콘테를 총리로 지명하면서 디 마이오는 내각의 부총리 겸 노동산업부 장관이 되었다.